# Rust (programspråk)
Rust är ett programspråk. Språket är ett så kallat multiparadigm-språk, med stöd för funktionella, procedurella samt objektorienterade stilar.
Språket kompileras till maskinkod för den hårdvara programmet ska köras på, eller till web assembly. 
Utvecklingen av språket sponsrades från början av Mozilla Research. Sedan 2021 bidrar ett stort antal företag och privatpersoner bland annat genom Rust Foundation.

## Exempel
Hello World-exempel:
```
fn
 
main
()
 
{

    
println!
(
"Hello, world"
);

}

```